# Glyptocheres extrusus
Glyptocheres extrusus is een eenoogkreeftjessoort uit de familie van de Asterocheridae. De wetenschappelijke naam van de soort is voor het eerst geldig gepubliceerd in 1987 door Humes.